# Glänzender Schleimkopf
Der Glänzende Schleimkopf, Beryx splendens, ist ein mariner Fisch mittlerer Tiefen, der seit den späten 1960er-Jahren zunehmend industriell genutzt wird. Er gehört als Berycide zur Ordnung Beryciformes, der primitiveren Stachelflossern. Der Ursprung des cuvierschen Gattungsnamens (1829) ist nicht sicher. Theorien zufolge geht er auf βήρυξ < βήρηξ < βάραξ zurück (womöglich wegen der Ähnlichkeit mit perca = Barsch), dessen Bedeutung unklar ist.

## Beschreibung
Es handelt sich um einen Fisch, der an den Kontinentalabhängen (180–1300 m oder mehr) und über unterseeischen Bergen lebt: großäugig, Haut (splendens, „leuchtend“) zinnober- bis scharlachrot („Imperador, Kaiserbarsch“; bei Stress verblassend: Seiten silbrig), d. h. der Fisch sieht in der Tiefe stets schwarz aus. In der Nacht steigt er auf und entfernt sich dadurch vom Substrat ins freie Wasser, wo er auch laicht (im „Winter“: Eier wiederholt in Klumpen abgegeben; pelagisch wie auch die Larven. Jungfische mit verlängertem zweitem Rückenflossenstachel – s. Abb. des Beryx decadactylus). Er lebt gesellig und ernährt sich (bathy- bis mesopelagisch) von kleineren Fischen, Tintenfischen und Krebstieren. Als wichtiger Speisefisch (mit entsprechender Ausrüstung: Schleppnetzen, Grundnetzen, Langleinen gefangen) ist er mancherorts schon bedroht, da er sich nur langsam vermehrt (vgl. etwa auch Hoplostethus atlanticus).
Der Name „Schleimkopf“ wurde wegen des gut entwickelten Kopfseitenlinien-Systems gegeben, das man anfangs (19. Jh.) nur als „schleim“produzierend ansah (s. Darstellung bei Beryx decadactylus); „Alfonsin(o), Alfonsim“: wegen physiognomischer Ähnlichkeit mit einem spanischen Herrscher (Kinn vorragend). Körper seitlich stark abgeflacht, Bauchkante daher „gesägt“ (Buchname „sawbelly“).
Die mittelgroßen Schuppen (ca. 3 pro Wirbel; 24 Wirbel) haben am freien Rand innen ein weiches Polster – die Schuppen stehen immer etwas ab, der Fisch ist rau. Die Schuppendörnchen sind nicht beweglich (Unterschied zu den Percomorpha – also eigentlich Spinoid- statt Ctenoidschuppen). Lacrimale vorne mit abstehendem Dorn. Zwei Supramaxillaria; Maxillare noch am Mundrand beteiligt. Zähne (auch auf Vomer und Palatinum) durchwegs klein. Branchiostegalmembran mit 8 (selten 9) Radien (bei Perciformes hingegen meist 7). Am Magenausgang 23 bis 30 Pylorusschläuche (appendices pyloricae). Bis 70 cm lang, 4 kg schwer, 23 J. alt – die großen Individuen sind selten, weil schon die natürliche Mortalität (durch Fressfeinde) hoch ist.
- Flossenformel: D IV/13-16, A IV/26-30, P I/17, V I/8-11, C (18-)19 (16 oder 17 geteilt; mit einigen kurzen Vorstrahlen versteift).

## Vorkommen
Küstennah in allen tropischen bis warm gemäßigten Meeren, ausgenommen Mittelmeer, Rotes Meer, Persischer Golf und Nordost-Pazifik (Küsten Kanadas; nicht bzw. bloß verirrt bis Küsten Frankreichs und Englands sowie Hokkaidos und Patagoniens). 1996 wurde versucht, vor der Küste Liguriens eine Population zu etablieren, und es scheint zu gelingen. Aufgrund genetischer Analysen kann angenommen werden, dass die Art nur eine Population umfasst, weil die Larven für langsamen Gen-Austausch weltweit sorgen; regionale meristische Unterschiede sind also entwicklungsphysiologisch bedingt.

## Einzelbeleg
1. ↑  Pape (1880) führt βαράκες als altgriechisches Fest an, bei dem man "viele Hörner (auf dem Kopfe) trug" - von hier mag Cuvier die Verbindung zu den Spinoidschuppen hergestellt haben, deren Dörnchen Rinderhörnern ähneln.